# News from Home
News from Home è un film documentario del 1976 scritto e diretto da Chantal Akerman. Il film è composto da lunghe riprese di luoghi di New York con la voce fuori campo di Akerman che legge le lettere che sua madre le ha inviato agli inizi degli anni '70.

## Produzione
Nel novembre 1971, all'età di 21 anni, la regista Chantal Akerman si trasferì a New York. Lì si manteneva svolgendo piccoli lavori mentre realizzò film e fece amicizia con registi come Jonas Mekas e la direttrice della fotografia Babette Mangolte, che divenne una delle sue collaboratrici ricorrenti. Secondo Akerman, trascorse quel periodo vivendo "come una vagabonda". Le riprese principali di News from Home ebbero luogo nell'estate del 1976, tre anni dopo il ritorno di Akerman in Belgio e dopo aver ottenuto il successo di critica con il film del 1975, Jeanne Dielman, 23, quai du Commerce, 1080 Bruxelles. Le location scelte per le riprese corrispondono alle aree di Manhattan in cui Akerman era solita fare passeggiate, tra cui la stazione della metropolitana di Times Square e Tribeca. L'audio non è stato registrato insieme alle immagini, ma è stato aggiunto successivamente.

## Distribuzione
Il 23 gennaio 2024, The Criterion Collection ha pubblicato News from Home, insieme ad altri otto lavori di Akerman, su Blu-ray come parte del cofanetto Chantal Akerman Masterpieces.